# Sergio Badilla Castillo
Sergio Badilla Castillo (Valparaiso, 30. studenog 1947.), čileanski pjesnik pripovjedač i dramatičar.

## Djela
- Sign’s Dwelling. Bikupa Editions. 1982. Stockholm. (Poezija)
- Cantoniric. LAR Editions. 1983. Madrid. ((Poezija)
- Reverberations Of Aquatic Stones. Bikupa. 1985. Stockholm. (Poezija)
- Terrenalis. Bikupa Editions. 1989. Stockholm. (Poezija)
- Nordic Saga. Monteverdi Editions. 1996, Santiago Čile (Poezija)
- The Fearful Gaze of the Bastard. 2003. Regional Council of Valparaiso. (Poezija)
- Transrealistic Poems and Some Gospels. 2005. Aura Latina. Santiago/Stockholm. (Poezija)